# Motore Citroën Serie G
I motori Citroën Serie G sono una famiglia di motori a scoppio prodotti dal 1970 al 1986 dalla Casa automobilistica francese Citroën, e fino al 1996 dalla Casa rumena Oltcit.

## Caratteristiche ed evoluzione
Questa famiglia di motori è stata progettata e realizzata a partire dalla metà degli anni sessanta, in collaborazione con la Panhard (all'epoca di proprietà della Citroën), appositamente per equipaggiare il suo futuro modello di fascia media, la GS. Già durante la metà di quel decennio, la Casa del double chevron si era già attivata per la realizzazione di tale modello. Alla progettazione del nuovo motore si dedicò un'équipe di progettisti guidata da Jean Dupin, il quale trovò più conveniente prendere come base il bicilindrico della 2CV raffreddato ad aria, ma raddoppiandone il numero di cilindri, in modo da ottenere una cilindrata consona al segmento di mercato del nuovo modello, e ottenere nel contempo un'unità motrice compatta e leggera perché priva dei condotti per il liquido refrigerante, del radiatore e della pompa dell'acqua, elementi he tra l'altro avrebbero richiesto un'ulteriore progettazione con relativi costi che avrebbero influito sul prezzo finale.

Quando nel 1967 si cancellò il progetto F per passare al progetto G, ossia il vero progetto che avrebbe dato origine alla GS, vennero anche accantonate svariate soluzioni precedentemente proposte. Una delle pochissime che invece venne mantenuta fu proprio quella inerente al quadricilindrico a cilindri contrapposti di Dupin, che proseguì quindi con il suo sviluppo: la cilindrata iniziale prevista, pari a 950 cm³, venne innalzata a 1015 per meglio inserirsi in quella fascia di mercato che la GS avrebbe occupato. Questa motorizzazione da un litro di cilindrata fu la prima tra quelle appartenenti a tale famiglia di motori.

Tutti questi motori possedevano le seguenti caratteristiche in comune:
- architettura a 4 cilindri contrapposti;
- testate e monoblocco in lega leggera;
- camere di scoppio emisferiche;
- distribuzione a un asse a camme in testa per bancata;
- testate a due valvole per cilindro;
- raffreddamento ad aria;
- alimentazione a carburatore doppio corpo.

Sulla base di tali caratteristiche, sono stati realizzate più varianti di questo motore, varianti che hanno contribuito a creare la suddetta famiglia di motori, con cilindrate comprese tra 1 e 1.3 litri. Le applicazioni non si sono limitate ai soli modelli GS e GSA, ma anche ad altri, in particolare la Oltcit-Citroën Axel, prodotta in Romania fino al 1996, anno che sancì la definitiva uscita di scena dei motori della Serie G. Di seguito vengono mostrate le loro caratteristiche e applicazioni:
| Variante | Alesaggio e corsa (mm) | Cilindrata (cm³) | Alimentazione                               | Rapporto di compressione | Potenza CV/rpm | Coppia Nm/rpm | Altre caratteristiche                                  | Applicazioni                              | Anni di produzione |
| G10/612  | 74x59                  | 1015             | carburatore doppio corpo Solex 28 CICM      | 9:1                      | 55,5/6500      | 70,6/3500     | -                                                      | Citroën GS                                | 1970-75            |
| G10/612  | 74x59                  | 1015             | carburatore doppio corpo Solex 28 CICM      | 9:1                      | 53,5/6500      | 70,6/3500     | -                                                      | Citroën Ami Super                         | 1972-76            |
| G10/612  | 74x59                  | 1015             | carburatore doppio corpo Solex 28 CICM      | 9:1                      | 55/6500        | 70,6/3500     | Distribuzione irrobustita Emissioni inquinanti ridotte | Citroën GS                                | 1975-77            |
| G10/611  | 74x59                  | 1015             | carburatore doppio corpo Solex 28 CICM      | 9:1                      | 55,5/6000      | 70,6/3500     | Predisposto per cambio semiautomatico                  | Citroën GS Convertisseur                  | 1971-72            |
| G11/631  | 74x65,6                | 1129             | carburatore doppio corpo Solex CIC4         | 9:1                      | 56/5750        | 79/3500       | -                                                      | GS X                                      | 1974-79            |
| G11/631  | 74x65,6                | 1129             | carburatore doppio corpo Solex CIC4         | 9:1                      | 56/5750        | 79/3500       | -                                                      | Citroën GSpécial                          | 1977-80            |
| G11/631  | 74x65,6                | 1129             | carburatore doppio corpo Solex CIC4         | 9:1                      | 56/5750        | 79/3500       | -                                                      | Citroën GSA Spécial                       | 1980-81            |
| G11/631  | 74x65,6                | 1129             | carburatore doppio corpo Solex CIC4         | 9:1                      | 56/5750        | 79/3500       | -                                                      | Citroën GSA                               | 1980-82            |
| G11/631  | 74x65,6                | 1129             | carburatore doppio corpo Solex CIC4         | 9:1                      | 57,5/6250      | 79,5/3500     | Costruito alla Oltcit di Craiova (Romania)             | Oltcit-Citroën Axel 11                    | 1981-96            |
| G103/612 | 77x65,6                | 1222             | Carburatore doppio corpo Solex 28 CIC       | 8,2:1                    | 60/5750        | 87,3/3250     | -                                                      | Citroën GS 1220                           | 1972-75            |
| G103/611 | 77x65,6                | 1222             | Carburatore doppio corpo Solex 28 CIC       | 8,2:1                    | 60/5750        | 87,3/3250     | Predisposto per cambio semiautomatico                  | Citroën GS 1220 Convertisseur             | 1972-75            |
| G12/612  | 77x65,6                | 1222             | Carburatore doppio corpo Solex 28 CIC       | 8,2:1                    | 59/5750        | 87,3/3250     | Emissioni nocive ridotte                               | Citroën GS 1220                           | 1975-79            |
| G12/611  | 77x65,6                | 1222             | Carburatore doppio corpo Solex 28 CIC       | 8,2:1                    | 59/5750        | 87,3/3250     | Predisposto per cambio semiautomatico                  | Citroën GS 1220 C-Matic                   | 1975-79            |
| G12/619  | 77x65,6                | 1222             | Carburatore doppio corpo Solex 28 CIC4      | 8,9:1                    | 65/5750        | 91,2/3500     | -                                                      | Citroën GS X2                             | 1974-78            |
| G13/625  | 79.4x65,6              | 1299             | Carburatore doppio corpo Weber 30DGS 13/250 | 8,7:1                    | 65/5500        | 98,1/3300     | -                                                      | Citroën GS X3                             | 1978-79            |
| G13/625  | 79.4x65,6              | 1299             | Carburatore doppio corpo Weber 30DGS 13/250 | 8,7:1                    | 65/5500        | 98,1/3500     | -                                                      | Citroën GSA Club, Pallas e X3             | 1979-81            |
| G13/646  | 79.4x65,6              | 1299             | Carburatore doppio corpo Weber 30DGS 25/250 | 8,7:1                    | 65/5500        | 96/3500       | Ottimizzato per minori consumi e ridotte emissioni     | Citroën GS Club, Pallas, Spécial, X1 e X3 | 1981-86            |
| T13/653  | 79.4x65,6              | 1299             | Carburatore doppio corpo Weber              | 8,7:1                    | 61,5/5500      | 96/3250       | Costruito alla Oltcit di Craiova (RO)                  | Oltcit-Citroën Axel 12                    | 1981-86            |